# 中津幡駅
中津幡駅（なかつばたえき）は、石川県河北郡津幡町字津幡にある、西日本旅客鉄道（JR西日本）七尾線の駅である。
当駅と津幡駅との間にデッドセクション（交流・直流）が設置されている。

## 歴史
- 1960年（昭和35年）2月10日：日本国有鉄道（国鉄）七尾線の津幡駅 - 本津幡駅間に新設開業（旅客駅）[1][2]。建設費全額を地元が負担して建設された請願駅で、鉄道弘済会が駅業務を行う業務委託駅であった[4]。
- 1972年（昭和47年）3月15日：無人駅化[5]。
- 1987年（昭和62年）4月1日：国鉄分割民営化に伴い、西日本旅客鉄道（JR西日本）の駅となる[6]。
- 1991年（平成3年）9月1日：七尾線が直流電化され[7]、当駅 - 津幡駅間にデッドセクションが設けられる[2]。
- 2021年（令和3年）3月13日：ICカード「ICOCA」の利用が可能となる[8][9][10]。

## 駅構造
線路西側に単式ホーム1面1線を有する地上駅（停留所）で無人駅。当駅を含む七尾線の各駅は七尾鉄道部の管轄となっている（津幡駅はIRいしかわ鉄道の管轄）。
駅舎は津幡駅寄りに設置されている。定期券利用者は監視カメラが設けられた台の上に定期券を掲示してからホームに行く形式になっている。ICOCAなどの交通系ICカードが利用可能となっており、当駅にはIC専用の簡易改札機が設置されている。

## 利用状況
「津幡町統計書」によると、近年の1日平均乗車人員は以下のとおりである。
| 年度   | 1日平均 乗車人員 |
| ------ | ---------------- |
| 2001年 | 891              |
| 2002年 | 913              |
| 2003年 | 889              |
| 2004年 | 879              |
| 2005年 | 813              |
| 2006年 | 805              |
| 2007年 | 789              |
| 2008年 | 808              |
| 2009年 | 759              |
| 2010年 | 726              |
| 2011年 | 692              |
| 2012年 | 700              |
| 2013年 | 693              |
| 2014年 | 608              |
| 2015年 | 654              |
| 2016年 | 670              |
| 2017年 | 644              |
| 2018年 | 657              |
| 2019年 | 619              |

## 駅周辺
当駅は周辺にある高等学校などの通学者の便宜を図るために開設され、これらの通学者が主な駅利用者となっている。
- 石川県立津幡高等学校[1][2]
- 石川工業高等専門学校[2]
- 津幡町立津幡小学校
- 津幡町立津幡中学校
- 津幡郵便局
- 石川県森林公園
- 国道159号
- 石川県道59号高松津幡線
- 石川県道218号莇谷津幡線

## 隣の駅
西日本旅客鉄道（JR西日本）
■七尾線
津幡駅 - 中津幡駅 - 本津幡駅